# Franklin Buchanan
Franklin Buchanan (ur. 17 września 1800 w Baltimore w stanie Maryland, zm. 11 maja 1874), admirał (od sierpnia 1862), dowódca marynarki wojennej Konfederatów podczas wojny secesyjnej.
Jego nazwiskiem nazwano trzy amerykańskie niszczyciele.